# Třináct dní
Třináct dní : vzpomínky na kubánskou raketovou krizi (v anglickém originále Thirteen Days: A Memoir of the Cuban Missile Crisis) je kniha Roberta Kennedyho z roku 1969.
Pojednává o průběhu kubánské raketové krize, třinácti říjnových dnech roku 1962, kdy se svět ocitl vůbec nejblíže atomové válce. Kubánská krize je popisována z pohledu jednoho z nejvyšších amerických politiků své doby, bratra prezidenta Johna Fitzgeralda Kennedyho, který tehdy zastával post ministra spravdelnosti USA a byl jedním z hlavních kontaktů mezi sovětskou stranou a prezidentem Kennedym. Dílo bylo vydáno v New Yorku rok po autorově smrti.
Roku 1974 byla kniha adaptována do televizního filmu The Missiles of October. V roce 2000 natočil režisér Roger Donaldson film Třináct dní o kubánské raketové krizi, ale ačkoliv producenti použili stejný název, vycházel snímek z jiné publikace.
V Česku kniha vyšla roku 1999 v nakladatelství Paseka.